# Ahmed Elsagher
Ahmed Elsagher – tunezyjski zapaśnik walczący w obu stylach. Brązowy medalista igrzysk panarabskich w 1992 roku, a także mistrzostw arabskich w 1995. Zajął czwarte miejsce na mistrzostwach Afryki w 1998; piąte w  1992 roku.